# 育英短期大学
育英短期大学（日语：／ Ikuei Tanki Daigaku *），简称育短（いくたん），是一所位于日本群马县高崎市的私立短期大学。

## 概要

### 简介
- 学校最早可以追溯到1970年[1]。短期大学为于1977年开办[1]、由学校法人育英学园经营。

### 历史
- 1977年 前桥育英学园短期大学成立并同时设置保育学科于前桥市[1]。
- 1983年 英语科成立[1]。
- 1987年 校园迁到高崎市、改校名为育英短期大学[1]。
- 2001年 保育学科分离为幼儿保育专攻和保育专攻[1]。
- 2002年 英语科变更为现代沟通学科[1]。
- 2010年 开始招収男学生[1]。

## 学校环境
- 校区：在群马县高崎市

## 历任校长
- 中村有三：第一代短期大学校长[2]。
- 小野泽正喜：现在短期大学校长[3]

## 组织

### 学科
- 保育学科
- 现代沟通学科

### 前学科
- 保育学科
  - 幼儿保育专攻[注 1]
  - 保育专攻专攻[注 1]
- 现代沟通学科

### 专科
| - 没有 |

### 业余课程
| - 没有 |

### 附属机关
| - 图书馆 - 幼儿教育研究所 |

## 相关链接
- 日本短期大学列表